# Europastadt
Den Beinamen Europastadt tragen einige Städte, die sich besonders dem Gedanken der europäischen Verständigung verpflichtet fühlen.
Obwohl einige der Städte, die sich Europastadt nennen, mit dem Europapreis des Ministerkomitees des Europarates ausgezeichnet wurden, besteht die inoffizielle Bezeichnung Europastadt unabhängig vom Europapreis. Den Beinamen Europastadt geben sich die Gemeinden selbst.
Folgende Städte nennen sich beispielsweise Europastadt:

## Deutschland
- Aachen, im Dreiländereck der Niederlande, Belgien und Deutschland gelegen, Karlspreis
- Bocholt
- Breisach am Rhein
- Castrop-Rauxel
- Coburg (seit 30. Mai 2005)
- Darmstadt
- Eisfeld
- Frankfurt am Main, Sitz verschiedener europäischer Institutionen und Behörden: der Europäischen Zentralbank (EZB), der Europäischen Aufsichtsbehörde für das Versicherungswesen und die betriebliche Altersversorgung (EIOPA) und der Anti-Money Laundering Authority (AMLA)
- Görlitz mit seiner polnischen Schwester Zgorzelec, die Europastadt Görlitz/Zgorzelec
- Guben (1991)
- Mülheim an der Ruhr[1]
- Neustadt in Holstein (Verleihung der Ehrenfahne 1969)
- Northeim (seit 1975)
- Oppenheim am Rhein
- Passau (Verleihung der Ehrenfahne 1970, Verleihung des Europapreises 1980)
- Röttingen (1953)
- Saarlouis, im Dreiländereck von Frankreich, Luxemburg und Deutschland (2006)
- Schwarzenbek
- Traunreut
- Schotten[2]
- Stolberg (Harz) (Gemeinde Südharz)
- Villingen-Schwenningen (1976 Verleihung der Ehrenfahne des Europarats)
- Wiesbaden[3]
- Würzburg (Verleihung der Ehrenfahne am 22. Juni 1970, Verleihung des Europapreises am 14. Oktober 1973)

## Österreich
- Feldbach
- Innsbruck
- Kapfenberg
- Mödling
- St. Pölten
- Wiener Neustadt

## Frankreich
- Straßburg, Sitz verschiedener europäischer Institutionen

## Belgien
- Brüssel, Sitz verschiedener europäischer Institutionen